# Diocesi di Coroico
La diocesi di Coroico (in latino Dioecesis Coroicensis) è una sede della Chiesa cattolica in Bolivia suffraganea dell'arcidiocesi di La Paz. Nel 2023 contava 189.615 battezzati su 243.097 abitanti. È retta dal vescovo Juan Carlos Huaygua Oropeza, O.P.

## Territorio
La diocesi comprende cinque province del dipartimento boliviano di La Paz: Bautista Saavedra, Caranavi, Franz Tamayo, Larecaja e Nor Yungas.
Sede vescovile è la città di Coroico, dove si trova la cattedrale dei Santi Pietro e Paolo.
Il territorio si estende su 31.565 km² ed è suddiviso in 10 parrocchie.

## Storia
La prelatura territoriale di Coroico fu eretta il 7 novembre 1958 con la bolla Ex quo die di papa Giovanni XXIII, ricavandone il territorio dall'arcidiocesi di La Paz.
Il 28 luglio 1983 la prelatura territoriale è stata elevata a diocesi con la bolla Cum constet di papa Giovanni Paolo II.

## Cronotassi dei vescovi
Si omettono i periodi di sede vacante non superiori ai 2 anni o non storicamente accertati.
- Tomás Roberto Manning, O.F.M. † (21 aprile 1959 - 9 ottobre 1996 dimesso)
- Juan Vargas Aruquipa (20 agosto 1997 - 3 dicembre 2022 ritirato)
- Juan Carlos Huaygua Oropeza, O.P., dal 3 dicembre 2022

## Statistiche
La diocesi nel 2023 su una popolazione di 243.097 persone contava 189.615 battezzati, corrispondenti al 78,0% del totale.
| anno | popolazione | popolazione | popolazione | presbiteri | presbiteri | presbiteri | presbiteri                | diaconi | religiosi | religiosi | parrocchie |
| anno | battezzati  | totale      | %           | numero     | secolari   | regolari   | battezzati per presbitero | diaconi | uomini    | donne     | parrocchie |
| ---- | ----------- | ----------- | ----------- | ---------- | ---------- | ---------- | ------------------------- | ------- | --------- | --------- | ---------- |
| 1966 | 148.500     | 150.000     | 99,0        | 24         | 3          | 21         | 6.187                     |         | 28        | 63        | 9          |
| 1970 | 148.000     | 150.000     | 98,7        | 18         | 3          | 15         | 8.222                     |         | 23        | 55        | 9          |
| 1976 | 148.000     | 150.000     | 98,7        | 14         | 1          | 13         | 10.571                    |         | 23        | 49        | 18         |
| 1980 | 160.900     | 163.000     | 98,7        | 19         | 1          | 18         | 8.468                     | 1       | 25        | 56        | 8          |
| 1990 | 204.000     | 210.000     | 97,1        | 17         | 6          | 11         | 12.000                    | 2       | 15        | 53        | 8          |
| 1999 | 159.630     | 179.360     | 89,0        | 18         | 15         | 3          | 8.868                     | 5       | 3         | 32        | 8          |
| 2000 | 165.237     | 183.425     | 90,1        | 15         | 13         | 2          | 11.015                    | 5       | 2         | 32        | 8          |
| 2001 | 167.943     | 186.975     | 89,8        | 19         | 15         | 4          | 8.839                     | 5       | 4         | 31        | 8          |
| 2002 | 148.350     | 161.549     | 91,8        | 20         | 16         | 4          | 7.417                     | 5       | 7         | 34        | 8          |
| 2003 | 153.220     | 170.383     | 89,9        | 23         | 19         | 4          | 6.661                     | 5       | 7         | 33        | 8          |
| 2004 | 165.237     | 186.975     | 88,4        | 22         | 20         | 2          | 7.510                     | 5       | 7         | 46        | 8          |
| 2006 | 171.000     | 193.600     | 88,3        | 23         | 21         | 2          | 7.434                     | 6       | 2         | 44        | 8          |
| 2013 | 196.300     | 221.000     | 88,8        | 31         | 30         | 1          | 6.332                     | 6       | 1         | 33        | 10         |
| 2016 | 173.215     | 218.215     | 79,4        | 30         | 29         | 1          | 5.773                     | 4       | 1         | 34        | 10         |
| 2019 | 180.900     | 227.900     | 79,4        | 32         | 32         |            | 5.653                     |         |           | 35        | 10         |
| 2021 | 186.520     | 235.130     | 79,3        | 31         | 31         |            | 6.016                     | 2       |           | 23        | 10         |
| 2023 | 189.615     | 243.097     | 78,0        | 26         | 26         |            | 7.292                     | 2       |           | 24        | 10         |